# Friedrich Temps
Friedrich Temps (* 20. Juli 1955 in Neustadt am Rübenberge, Deutschland) ist ein deutscher Chemiker und Hochschullehrer.

## Wissenschaftliche Laufbahn
Friedrich Temps schloss  1973 sein Abitur am Gymnasium Neustadt am Rübenberge ab. Anschließend studierte er Chemie an der Georg-August-Universität in Göttingen und erhielt 1979 sein Diplom. Zwischen 1979 und 1983 arbeitete er an seiner Doktorarbeit am Max-Planck-Institut für Strömungsforschung in Göttingen, wo er von 1980 bis 1985 als wissenschaftlicher Mitarbeiter angestellt war, und promovierte 1983. Von 1985 bis 1986 war er Gastwissenschaftler in der Arbeitsgruppe von James L. Kinsey und Robert W. Field am Institut für Chemie des Massachusetts Institute of Technology in Cambridge, USA. 1987 bis 1995 war er erneut Teil des Max-Planck-Institut für Strömungsforschung in Göttingen. Von 1990 bis 1992 war er Projektleiter des Sonderforschungsbereichs 93 und von 1993 bis 1998 des SFB 357. Er habilitierte 1994 an der Universität Göttingen und wurde im selben Jahr an der Christian-Albrechts-Universität zu Kiel als Professor für physikalische Chemie und Direktor des Instituts für physikalische Chemie angestellt. Beide Tätigkeiten übt er auch heute noch aus. 2001 wurde er für eine Professur an der Philipps-Universität Marburg nominiert. Seit 2006 ist er einer der Principal Investigators des Exzellenzclusters Ozean der Zukunft (Projekt A6) und seit 2007 Projektleiter des SFB 677.

## Auszeichnungen
- 1985 Otto-Hahn-Medaille der Max-Planck-Gesellschaft
- 1999 Broida Award, 25th International Symposium on Free Radicals, Flagstaff, Arizona
- 2000 Gottfried-Wilhelm-Leibniz-Preis der DFG[1]

## Ausgewählte Publikationen
- T. G. Gopakamur, T. Davran-Candan, J. Bahrenburg, R. J. Maurer, F. Temps, K. Reuter, R. Berndt, "Broken Symmetry of an Adsorbed Molecular Switch Determined by Scanning Tunneling Spectroscopy", Angew. Chem. Int. Ed. 52, 11007 – 11070 (2013). doi:10.1002/anie.201305027.
- N. K. Schwalb, F. Temps: "A Modified Four-State Model for the 'Dual Fluorescence' of N6,N6-Dimethyladenine derived from Femtosecond Fluorescence Spectroscopy", J. Phys. Chem. A 113, 13113 – 13123 (2009).  doi:10.1021/jp9021773
- N. Hansen, H. Mäder, F. Temps:  "The Rotational Spectrum of CCl2 (X 1A1) Observed by Molecular Beam - Fourier Transform Microwave Spectroscopy", Phys. Chem. Chem. Phys. 3, 50 – 55 (2001).[1]